# إيتا مارتادينا هاريونو
إيتا مارتادينا هاريونو (بالإندونيسية: Ita Martadinata Haryono) كانت ناشطةً إندونيسيًا في مجال حقوق الإنسان، قُتلت عام 1998، وهي قضية لا تزال دون حل.

## خلفية
كان اسمها الحقيقي مارتادينا هاريونو، ومع ذلك كانت معروفة باسمها المستعار إيتا. في سن 18 وبينما كانت طالبة في المدرسة الثانوية في مدرستها الثانوية، عثر عليها ميتة في 9 أكتوبر 1998 في غرفة نومها في وسط جاكرتا. تم طعنها في بطنها وصدرها وذراعها اليمنى عشر مرات، ثم تم قطع عنقها. وقعت عملية القتل بعد ثلاثة أيام فقط من مؤتمر صحافي عقد في جاكرتا عقدته منظمات حقوق الإنسان. ادعت المجموعات أن العديد من أعضائها تلقوا تهديدات بالقتل في محاولة لمنعهم من المطالبة بإجراء تحقيق دولي في عمليات اغتصاب العصابات والقتل وحرق الفتيات والنساء الإندونيسيات الصينيات خلال أعمال الشغب التي اندلعت في مايو 1998 أعمال شغب أجبرت سوهارتو في نهاية المطاف على التنحي عن الرئاسة.
وخلصت الشرطة إلى أن وفاة إيتا كانت جريمة عادية ارتكبها مدمن مخدرات دخل منزل إيتا لسرقة الجريمة. وفقًا لبيان الشرطة فقد تم القبض عليه من قبل إيتا، وبالتالي قرر قتلها. يشكك آخرون في هذا البيان لأن إيتا ووالدتها ويوين هاريونو كانا من المقرر أن يغادروا في غضون أيام قليلة إلى الولايات المتحدة مع أربعة ضحايا من أعمال الشغب التي اندلعت في مايو 1998 لتقديم شهادتهم أمام الكونغرس الأمريكي. كانت إيتا ووالدتها منخرطة بشدة في تقديم المساعدة والمشورة لضحايا أعمال الشغب.
خلصت المجموعة التي عملت إيتا مع والدتها عن كثب معها، وهي منظمة تدعى تيم ريلاوان (فريق المتطوعين من أجل الإنسانية)، إلى أن قتل إيتا كان بمثابة تحذير لهم ولغيرهم ممن شاركوا في هذا الجهد الإنساني، لوقف أنشطتهم.